# Богдановка (Калининградская область)
Богда́новка — посёлок в Калининградской области. Входит в состав Мамоновского городского округа.
Расположен в 6 км к востоку от Мамоново и в 40 км к юго-западу от Калининграда. Находится в 6 км от границы с Польшей и в 6 км от Вислинского залива. К посёлку примыкает лесной массив.
Рядом проходит автодорога Е28 Калининград — Мамоново — госграница.

## Население
| 2002 | 2010 |
| ---- | ---- |
| 122  | ↗132 |